# Nikołaj Martynow
Nikołaj Wasiljewicz Martynow (ros. Никола́й Васи́льевич Марты́нов, ur. 13 kwietnia?/26 kwietnia 1910 w Moskwie, zm. 22 listopada 1998 tamże) – radziecki polityk, wicepremier ZSRR (1976–1985), Bohater Pracy Socjalistycznej (1980).

## Życiorys
Od 1925 pomocnik maszynisty, od 1927 elektromonter, w latach 1929–1933 studiował w Moskiewskim Instytucie Energetycznym, jednocześnie pracował jako elektromechanik, majster i szef wydziału energetycznego fabryki samolotów. Od 1932 członek WKP(b), w latach 1933–1934 studiował w szkole wojskowo-morskiej w Jejsku, następnie pracował w fabryce w Tatarskiej ASRR jako szef warsztatu, główny mechanik i główny inżynier, 1939–1941 dyrektor fabryki broni w Tule. Od 1941 zastępca ludowego komisarza amunicji, od marca 1946 zastępca, a od 1947 I zastępca ministra budowy maszyn rolniczych ZSRR. Od marca 1953 do kwietnia 1954 członek Kolegium Ministerstwa Inżynierii ZSRR, od kwietnia 1954 do lipca 1955 szef wydziału Ministerstwa Inżynierii Samochodowej, Traktorowej i Maszyn Rolniczych ZSRR. Od lipca 1955 do maja 1957 zastępca ministra inżynierii traktorowej i maszyn rolniczych ZSRR, od 1957 I zastępca przewodniczącego, a w latach 1959–1960 przewodniczący Sownarchozu Taszkenckiego Ekonomicznego Rejonu Administracyjnego, 1960–1962 przewodniczący Sownarchozu Uzbeckiej SRR, 1962–1964 sekretarz KC Komunistycznej Partii Uzbekistanu i przewodniczący Biura KC KPU ds. Zarządzania Przemysłem i Budownictwem. Od października 1964 do października 1965 zastępca przewodniczącego Sownarchozu ZSRR - minister ZSRR, od października 1965 do czerwca 1976 I zastępca przewodniczącego Państwowego Komitetu Rady Ministrów ZSRR ds. Zaopatrzenia Materiałowo-Technicznego, od 25 czerwca 1976 do 15 listopada 1985 zastępca przewodniczącego Rady Ministrów ZSRR, równocześnie przewodniczący Państwowego Komitetu Rady Ministrów ZSRR ds. Zaopatrzenia Materiałowo-Technicznego, następnie na emeryturze. W latach 1961–1966 członek Centralnej Komisji Rewizyjnej KPZR, 1981–1986 członek KC KPZR. W latach 1962–1989 deputowany do Rady Najwyższej ZSRR od 6. do 11. kadencji. Pochowany na Cmentarzu Nowodziewiczym.

## Odznaczenia i nagrody
- Medal Sierp i Młot Bohatera Pracy Socjalistycznej (25 kwietnia 1980)
- Order Lenina (czterokrotnie – 20 stycznia 1942, 8 maja 1970, 25 kwietnia 1980 i 25 kwietnia 1985)
- Order Rewolucji Październikowej
- Order Kutuzowa II klasy (16 września 1945)
- Order Wojny Ojczyźnianej I klasy (18 listopada 1944)
- Order Czerwonego Sztandaru Pracy (czterokrotnie – 24 listopada 1942, 5 sierpnia 1944, 24 kwietnia 1960 i 31 grudnia 1966)
- Nagroda Stalinowska II stopnia (1951)

I medale.